# ووردو
ووردو (به لاتین: Vårdö) یک منطقهٔ مسکونی در فنلاند است که در جزایر الند واقع شده و ۴۴۴ نفر جمعیت دارد.